# Walter Ruttmann
Walter Ruttmann (28 de dezembro de 1887 – 15 de julho de 1941) foi um diretor alemão de cinema e, junto com Hans Richter, Viking Eggeling e Oskar Fischinger foi um dos primeiros praticantes de cinema experimental da Alemanha. Ele também trabalhou com som o que se pode chamar de cinema sonoro na montagem Wochenende, de 1930. 
Ruttmann nasceu em Frankfurt am Main; ele estudou arquitetura e pintura, e trabalhou como designer gráfico. Sua carreira cinematográfica começou no início da década de 1920. Seus primeiros curtas-metragens abstratos, Lichtspiel: Opus I (1921) e Opus II (1923), foram experiências com novas formas de cinema, e a influência desses primeiros filmes abstratos pode ser vista em alguns dos primeiros trabalhos de Oskar Fischinger. Ruttmann e seus colegas da vanguarda enriqueceram a linguagem do cinema como um meio de comunicação com novas técnicas formais.
Ruttmann foi um expoente da vanguarda em cinema e música. Suas primeiras abstrações exibidas em 1929 no festival de Baden-Baden recebeu elogios internacionais , embora já tivessem sido feitas há quase oito anos. 
Durante o período Nazista, ele trabalhou como assistente do diretor de Leni Riefenstahl sobre o Triunfo da Vontade (1935). Ele morreu em Berlim quando estava trabalhando na linha de frente como um fotógrafo de guerra.

## Filmografia Selecionada
- Lichtspiel: Opus I (1921)
- Der Sieger (1922)
- Das Wunder (1922)
- Lichtspiel: Opus II (1923)
- Lichtspiel: Opus III (1924)
- Lichtspiel: Opus IV (1925)
- Das wiedergefundene Paradies (1925)
- Der Aufstieg (1926)
- Spiel der Wellen (1926)
- Dort wo der Rhein... (1927)
- Berlin: Die Sinfonie der Großstadt (1927), em colaboração com Alberto Cavalcanti
- Melodia do Mundo (Melodie der Welt) (1929)
- Wochenende (1930) [um filme experimental com som, sem imagem]
- Feind im Blut (1931)
- In der Nacht (1931)
- De aço (1933)
- Altgermanische Bauernkultur (1934)
- Schiff em Não (1936)
- Mannesmann (1937)
- A Henkel, ein deutsches Werk em seiner Arbeit (1938)
- Waffenkammern Deutschlands (1940)
- Deutsche Panzer (1940)
- Krebs (1941)